# La Teresa, Aguascalientes
La Teresa är en ort i Mexiko.   Den ligger i kommunen Calvillo och delstaten Aguascalientes, i den centrala delen av landet, 500 km nordväst om huvudstaden Mexico City. La Teresa ligger 1 708 meter över havet och antalet invånare är 460.
Terrängen runt La Teresa är kuperad norrut, men söderut är den platt. Runt La Teresa är det ganska tätbefolkat, med 67 invånare per kvadratkilometer. Närmaste större samhälle är Calvillo, 8,1 km söder om La Teresa. Trakten runt La Teresa består till största delen av jordbruksmark.